# Saint-Marc Girardin

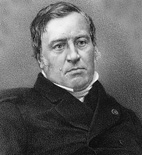
Saint-Marc Girardin

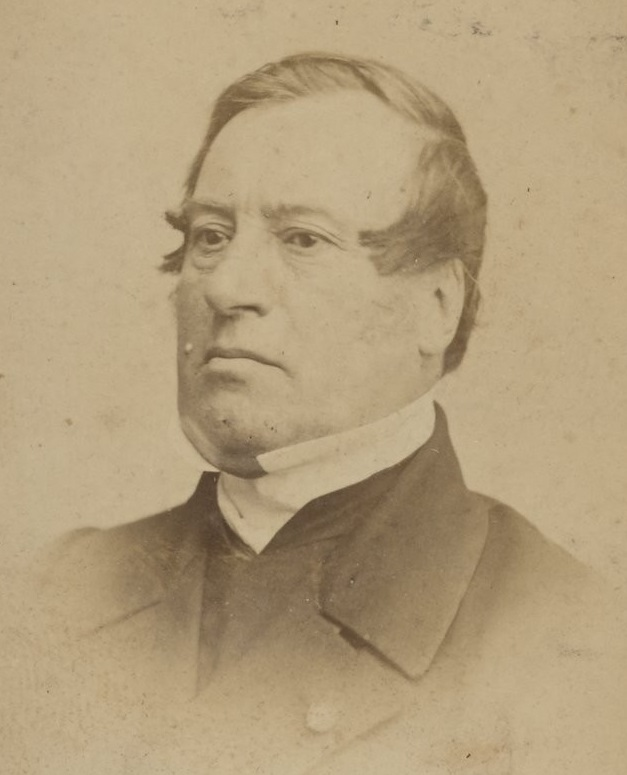
Saint-Marc Girardin, aufgenommen von Charles Reutlinger

Saint-Marc Girardin, eigentlich François Auguste Marc Girardin (* 12. Februar 1801 in Paris; † 1. Januar 1873 in Morsang-sur-Seine), war ein französischer Politiker und Literaturwissenschaftler.

## Leben
Saint-Marc Girardin studierte Jura in Paris und unterrichtete ab 1826 am Collège Louis le Grand Rhetorik. Nach ersten Veröffentlichungen im Journal des Débats, dessen Mitarbeiter er ab 1827 für fast fünfzig Jahre lang blieb, erhielt er 1828 zusammen mit Philarète Chasles den Preis der Académie française für die literaturhistorische Arbeit Tableau de la littérature française au XVIe siècle. Er unternahm Reisen nach Italien und Deutschland, wo er sich besonders für das Schulwesen interessierte. In den 1830ern (insbesondere im Jahr 1836) hielt er sich wiederholt in Südosteuropa auf, u. a. im heutigen Serbien und Rumänien mit kurzen Abstechern in das damals türkische Bulgarien.
Nach der Julirevolution 1830 wurde er zunächst Geschichtsprofessor an der Sorbonne, 1834 erhielt er dort einen Lehrstuhl für französische Poesie. Von 1834 bis 1848 war er Deputierter, 1871 Mitglied der Nationalversammlung. 1844 wurde er in die Académie française gewählt. Während der Februarrevolution 1848 war er für kurze Zeit Erziehungsminister. Ab 1862 war er Ehrenmitglied der Griechischen philologischen Gesellschaft in Konstantinopel.
Er wurde auf dem Friedhof Père-Lachaise im Familiengrab seiner Ehefrauen (32te Abteilung) beerdigt.

## Schriften

### Aufsätze, Vorträge, Vorworte zu anderen Schriften
- "Voltaire und Rousseau. Nach ihrem Einfluß auf das alte Frankreich, vor dem Richterstuhl des heutigen Frankreichs". In: Das Ausland. Nr. 45–46 (14.–15. Januar 1830), S. 177–179
- "De la destinée des villes. Constantinople, Alexandrie, Venise, et Corinthe". In: Revue des Deux Mondes, IV. Band 1840, S. 574–581
- Erinnerungen an Eduard Gans. In: Zeitung für die elegante Welt; Nr. 14 (20. Januar 1840), S. 53–56; Nr. 15, S. 57–60; Nr. 16, S. 61–64. Basiert auf einem Artikel aus der Revue des Deux Mondes, Band 20 (1839), S. 689–707
- "Notice biographique et littéraire". In: Œuvres complètes de H. Ricault. Band I. Paris: L. Hachette et Cie. 1859, S. I–XXIV
- "De l'apologue et de la parabole dans l'antiquité" (Séance publique annuelle de l'Acad. franç. du 3 août 1865). In: Recueil des discours, rapports et pièces diverses lus dans les séances publiques et particulières de l'Academie française. 1860–1869. Première partie. Paris: Firmin Didot Frères 1866, S. 661–678

Siehe auch die Übersicht von Girardins in der Revue des Deux Mondes erschienenen Aufsätze (französische Wikisource).

### Monographien
- Éloge de Lesage. Discours qui a remporté l'accessit au concours de l'Académie française. Paris: Firmin Didot 1822 Gallica
- Éloge de Boussuet. Discours qui a partagé le prix d'éloquence, décerné par l'Académie française dans sa séance publique du 25 août 1827. Paris: Firmin Didot 1827 Gallica / BSB München
- Tableau de la marche et des progrès de la littérature française au XVIe siècle, discours qui a partagé le prix d'éloquence décerné par l'Académie française dans sa séance publique du 25 août 1828. Paris: Firmin Didot 1828 Gallica / Google
- (mit Ph. Chasles:) Tableau de la littérature française au XVIe siècle. Paris: Firmin Didot 1829 numelyo / Google
- De l'instruction intermédiaire et de son état dans le midi de l'Allemagne.  Première partie: Berne – Hofwyl – Zurich – Bavière. Paris – Strasbourg: F.G. Levrault 1835 Google (nur dieser erste Teil ist erschienen)
- Notices politiques et littéraires sur l'Allemagne. Paris: Prévost-Crocius & Joubert 1835 Gallica / Google. In zwei Bänden auch veröffentlicht in Brüssel: Louis Hauman et Cie. 1835. Band II: Google
- Rapport sur l'instruction intermédiaire en Allemagne. 2 Bände. 1835–1838.
- (Co-Autor:) La Harpe. Cours de littérature ancienne et moderne, suivi du tableau de la littérature au XIXe siècle par Chenier, et du tableau de la littérature au XVIe siècle, par M. Saint-Marc Girardin et M. Philarète Chasles. Band II. Paris: Firmin Didot Frères 1840 Google
- Cours de littérature dramatique ou De l'usage des passions dans le drame. 5 Bände. Paris: Charpentier 1843. In englischer Übersetzung erschienen als Lectures on Dramatic Literature; or, The Employment of the Passions in the Drama. Translated from the French by Robert Gibbes Barnwell. New York: D. Appleton and Company 1849. First Series: Google
- Essais de littérature et de morale. 2 Bände. Paris: Charpentier 1845. Band I: Google. Band II: Google. In zweiter Auflage erschienen 1853.
- De l'instruction intermédiaire et de ses rapports avec l'instruction secondaire. Paris: Jules Delalain 1847 Google
- Souvenirs de voyages et d'études, Paris: Amyot o. J. [1852–53] (Italie – Allemagne et Suisse – Le Danube) Gallica
- Souvenirs de voyages et d'études. Deuxième série, Paris: Amyot o. J. [1852–53] Gallica
- (Co-Autor:) Études sur le règne de Louis XIV. Histoire littéraire, Mœurs et Coutumes, – Législation. Brüssel: Meline, Cans et Cie. 1858 Google
- Souvenirs et réflexions politiques d'un journaliste. Paris: Michel Lévy Frères 1859 Archive
- De la situation de la papauté au 1er janvier 1860. Paris: Charpentier 1860 MDZ
- Des Traités de commerce selon la Constitution de 1852. Paris: Charpentier 1860 Gallica
- Du décret du 24 novembre 1860, ou De la réforme de la Constitution de 1852. Paris: Michel Lévy Frères Gallica
- La Syrie en 1861. Condition des chrétiens en Orient. Paris: Didier et Cie. 1862 Gallica / Google
- Tableau de la littérature française au XVIe siècle, suivi d'études sur la littérature du Moyen Âge et de la Renaissance. Paris: Didier et Cie. 1862 (Neuausgabe) Gallica / Nouvelle édition (1862) Google / MDZ. Nouvelle édition 1868: Google
- La Fontaine et les fabulistes. 2 Bände. Paris: Michel Lévy Frères 1867. Band I: Google. Band II: Google
- De la formation du public en France. Paris: Degorce-Cadot 1869 Gallica
- La chute du second Empire. Paris 1874
- Jean-Jacques Rousseau, sa vie et ses ouvrages. Avec une introduction par M. Ernest Bersot. 2 Bände. Paris: Charpentier et Cie. 1875. Band I: Gallica. Band II: Gallica